# فشلة آل باحنجرة (حورة)
'

تعديل مصدري - تعديل

فشلة ال باحنجرة هي إحدى قرى عزلة حوره بمديرية حورة التابعة لمحافظة حضرموت، بلغ تعداد سكانها 359 نسمة حسب تعداد اليمن لعام 2004.